# Tanja Tatomirović
Tanja Tatomirović (Beograd, 1. avgust 1973) međunarodni je stručnjak u oblasti odnosa s javnošću, uz iskustvo stečeno u medijskoj, obrazovnoj, petrohemijskoj i naftno-gasnoj, te informaciono-komunikacionoj i softverskoj industriji na dva kontinenta i više od 20 zemalja.
Završila je Londonsku školu za odnose s javnošću, specijalizovane obuke za kriznu komunikaciju, te druge specijalističke obuke u oblasti medija i komunikacije, te druge specijalističke obuke u oblasti medija i komunikacije, kao i iz oblasti društvenih inovacija na University of Washington, Evans School of Public Policy & Governance, Seattle, United States of America.
Diplomirani je politikolog i master komunikologije sa Fakulteta političkih nauka Univerziteta u Beogradu, a uspešno je, sa prosekom 9.31/10.00, okončala i doktorske studije menadžmenta u kulturi i medijima na Fakultetu dramskih umetnosti u Beogradu, gde joj je tema, kao i istraživanja, bila vezana za nove oblike upravljanja reputacijom u digitalnom okruženju.
Ovlašćeni je medijator, posrednik u sporovima, registrovana pod brojem licence 740-09-00423/2020-22 od 2. juna 2020. u Ministarstvu pravde Republike Srbije.

## Profesionalno angažovanje
Vodila je kriznu komunikaciju u najvećem domaćem izvozniku – pančevačkoj Petrohemiji, nakon čega je bila direktor sektora za korporativne komunikacije u jednoj od najvećih telekomunikacionih kompanija u ex-Yu regionu. Bila je savetnik za odnose s javnošću u republičkom Višem trgovinskom sudu, te novinar u dnevnim visokotiražnim listovima. Osim rada u toj oblasti, Tanja je vrlo angažovana u marketinškim i aktivnostima korporativne društvene odgovornosti (sponzorstva i donacije).
Od 2000. do 2005. godine bila je nastavnik i razredni starešina u različitim školama u Pančevu i Beogradu, predajući društvenu grupu predmeta (Ustav i prava građana, Građansko vaspitanje, i sl.), nakon čega je prešla u Viši trgovinski sud Republike Srbije, kao savetnik za odnose s javnošću i koordinator PR službi 17 regionalnih trgovinskih sudova. Tu je radila na uspostavljanju transparentnosti trgovinskih sudova, na prvom web portalu trgovinskih sudova i 2006. godine je, sa svojim timom, dobila nagradu Poverenika za informacije od javnog značaja i zaštitu privatnosti podataka, na Dan prava javnosti da zna.
U julu 2007. postala je član Odbora direktora pančevačke HIP Petrohemije, kao prvi menadžer za odnose s javnošću te kompanije, tada najvećeg domaćeg izvoznika. Do kraja 2008. vodila je i odnose s javnošću, kao i prvi Medija centar Petrohemije, otvoren za dešavanja i ostalih kompanija, udruženja i organizacija.
Od 2009. do kraja 2011. godine radila je kao direktor sektora za korporativne komunikacije, vodeći tim od 12 ljudi u Srbiji, Bugarskoj, te ex-Yu zemljama, za jednog od najvećih provajdera digitalne TV i interneta u regionu.
Tokom 2011. godine postala je i jedan od kandidata za privremenog zastupnika kapitala specijalizovanog za medije, ispred Agencije za privatizaciju Republike Srbije. Kao privremeni zastupnik kapitala, usko specijalizovan za medije, vodila je privatizaciju najstarijeg živog nedeljnika na Balkanu, lista „Pančevac”, od aprila 2015. godine do njegove privatizacije u septembru iste godine.
Godine 2014/2015. radila i u Holandiji, u kompaniji South Stream Transport BV Amsterdam, gde je bila savetnik za korporativne komunikacije za jedan od ključnih gasovoda u Evropi.
Od početka 2013. godine radila je, u različitim angažmanima i funkcijama, sa manjim prekidima, u kompaniji Microsoft, gde je počela kao vođa komunikacija za Srbiju, Crnu Goru, Kipar i Maltu, a potom bila zadužena za komunikaciju i marketing na društvenim mrežama u 15 zemalja regiona, vodila korporativne i komercijalne komunikacije za region od 24 zemlje u Evropi i Evroaziji, da bi od oktobra 2021. godine preuzela funkciju direktora komunikacija u Razvojnom centru kompanije Microsoft u Srbiji, jednom od najznačajnijih i najbrže rastućih razvojnih centara te kompanije u ovom delu sveta. Tanja je, posle više od dekade rada u ovoj kompaniji, napustila Microsoft aprila 2023. godine.

## Kao predavač i pisac
Bavi se savetničkim poslom u oblasti odnosa s javnošću, a drži predavanja iz oblasti komunikacija (stručne konferencije, EU projekti,...) i treninge medijskih nastupa, krizne komunikacije i komunikacije na internetu. Autor je više objavljenih stručnih radova.
Autor je i knjige „Musolinijev mikrofon – radio propaganda fašističke Italije”, koja je prvenac izdavačke delatnosti Društva Srbije za odnose s javnošću, a koja obrađuje tematiku radio propagande i uvršćena je na spisak dodatne literature na studijama istorije Beogradskog univerziteta.

## Zanimljivosti
Tanja je poslužila kao uzor za lik u romanu popularnog pisca Igora Marojevića, pod naslovom „Prave Beograđanke”, u izdanju Lagune izdatog 2017. godine.
Tanja je u okviru Microsoft kampanja bila scenarista i producent i za nekoliko spotova koji su se emitovali u 30 zemalja regiona.

## Priznanja i nagrade
Tanja je dobitnik više domaćih i međunarodnih nagrada i priznanja u oblasti komunikacija (PRIZNANJE za kriznu komunikaciju) i marketinga (CTAM CAP), od kojih su:
- Priznanje za najbolju kriznu komunikaciju 2010. godine – Društvo Srbije za odnose s javnošću
- Druga najbolja marketinška kampanja u Evropi za predstavljanje novog proizvoda - CTAM CAP (Creative Awards Program), Silver Award, New Product or Service Launch, 2010. godine
- Krajem 2010. godine, međunarodni časopis Digital TV uvrstio je, zbog korišćenja novih medija u korporativnoj komunikaciji, u 50 najznačajnijih lica broadband/digitalne industrije u Evropi,[14]
- Međunarodna nagrada Pro PR Globe Awards za 2020. godinu.[15]

## Spoljašnje veze
- Zvanična prezentacija
- Huffington Post/Blog Tanje Tatomirović
- Intervju:Tanja Tatomirović – o blogu, marketingu i propagandi
- Tanja Tatomirović - CEO Konferencija Beograd 2015
- Adriadaily/Tanja Tatomirović: Bez emocija nema uspešne komunikacije Архивирано на веб-сајту  (16. новембар 2016)